# Donn Cuailnge
En el cicle de l'Ulster de la mitologia irlandesa, Donn Cúailnge, el toro marró de Cooley, va ser un semental extremadament fèrtil sobre el qual es va lluitar contra el Táin Bó Cúailnge (atac al bestiar de Cooley).

## Pròleg
Una rémscéla del segle IX explica com va ser el conte. Al segle vi, el poeta Senchán Torpéist va reunir els poetes d'Irlanda per veure si algun d'ells coneixia la història del Táin Bó Cúailnge, però tots ells només en coneixien parts. El seu fill Muirgen va arribar a la tomba de Fergus mac Róich i va recitar un poema, i el fantasma de Fergus se li va aparèixer i va explicar els esdeveniments dels Táin tal com van succeir.

## Llegenda
Originalment era un home anomenat Friuch, un pastor de porcs, que treballava per a Bodb Dearg, rei del Munster sidh. Es va enfrontar amb Rucht, que era un pastor de porcs d'Ochall Ochne, rei del sidh de Connaught. Els dos van lluitar, transformant-se en diverses formes animals i humanes, convertint-se finalment en dos cucs que van ser empasats per dues vaques i van renéixer com a dos toros, Donn Cuailnge i Finnbhennach ("Banyes blanques"). Donn pertanyia a Dáire mac Fiachna, un senyor ramader de l'Ulster ; Finnbhennach va néixer en els ramats de la reina Medb de Connacht, però es va considerar que pertanyia a una dona per sota d'ell i es va unir als ramats del seu marit, Ailill.
La Mórrígan tenia una vaquilla que va portar a Cooley perquè Donn el muntés. El resultat va ser un vedell que va lluitar contra Finnbhennach i va perdre per poc. Després de veure això, Medb estava decidit a veure Finnbhennach lluitar contra el pare del vedell.
Quan Medb va descobrir que posseir Finnbhennach feia que Ailill fos més rica que ella, va decidir igualar el compte posseint Donn Cuailnge. Va enviar missatgers a Dáire amb una oferta extremadament generosa de terres i tresors, i si calia favors sexuals, si li prestaria el toro durant un any. Dáire va estar d'acord. No obstant això, els missatgers es van emborratxar, i un va presumir que si no hagués acceptat en Medb hauria agafat el toro per la força. Quan Dáire va saber que es va retirar de l'acord.
Medb va reunir un exèrcit per robar Donn i va marxar cap a l'Ulster. Com Fergus mac Róich coneixia el terreny que va ser escollit per liderar. El Mórrígan, en forma de corb, va advertir a Donn de l'arribada de l'exèrcit, i Donn Cuailnge s'enfuria.
Els homes de l'Ulster estaven decidits a lluitar contra l'exèrcit de Medb, però van ser inhabilitats per la maledicció de l'esposa de Cruinniuc, Macha. L'única persona apta per defensar l'Ulster és Cúchulainn, de disset anys, però deixa que l'exèrcit prengui l'Ulster per sorpresa perquè té una cita quan hauria d'estar vigilant la frontera. Finalment, Medb va rastrejar a Donn Cuailnge i va cornejar el primer pastor de Connaught que intenta capturar-lo. Llavors va travessar el campament amb cinquanta vaquetes matant cinquanta guerrers abans de marxar cap al camp.
Cúchulainn es troba amb l'exèrcit de Medb a la muntanya de Slieve Foy, que va invocar el dret de combat únic en un gual, derrotant una sèrie de campions en un enfrontament que va durar mesos. Mentre Cúchulainn està així compromès, Buide mac Báin ha trobat a Donn Cuailnge i el porta a ell i vint-i-quatre vaques a Connaught. Cúchulainn mata Buide mac Báin i els seus vint-i-quatre seguidors, però en la carnisseria Donn Cuailnge torna a fugir.
Finalment, després d'una batalla campal amb les forces de l'Ulster, els exèrcits de Medb es van veure obligats a retirar-se, però van aconseguir portar Donn Cuailnge de tornada a Cruachan. Ell i Finnbhennach es barallen. Després d'una llarga i esgotadora batalla, Donn va matar el seu rival. Ferit de mort, va vagar per Irlanda inspirant topònims abans de tornar a Cooley per morir.
Juli Cèsar, a les seves guerres gales, es refereix a un aliat gal anomenat Valerius Donnotaurus, un interessant paral·lel celta al Donn Tarbh de Cooley.

## Versions
La revisió més antiga del conte es troba a Lebor na hUidre ("El llibre de la vaca Dun"). Aquesta va ser copiada en gran part al Lebor Buide Lecáin, ("El llibre groc de Lecan"), que es va completar cap al 1390.